# 黄岩岛主权问题

南中國海各方的海權聲索

黃岩島主權問題是中華人民共和國、中華民國和菲律賓就黄岩岛（黃岩島在菲律宾又名馬辛洛克淺灘，；斯卡伯勒浅滩）之主權歸屬而產生的一連串主權問題和衝突。各方皆主張對該地擁有主權，屬於南海領土爭端一部分。民主礁目前由中华人民共和国实际控制。

## 概論

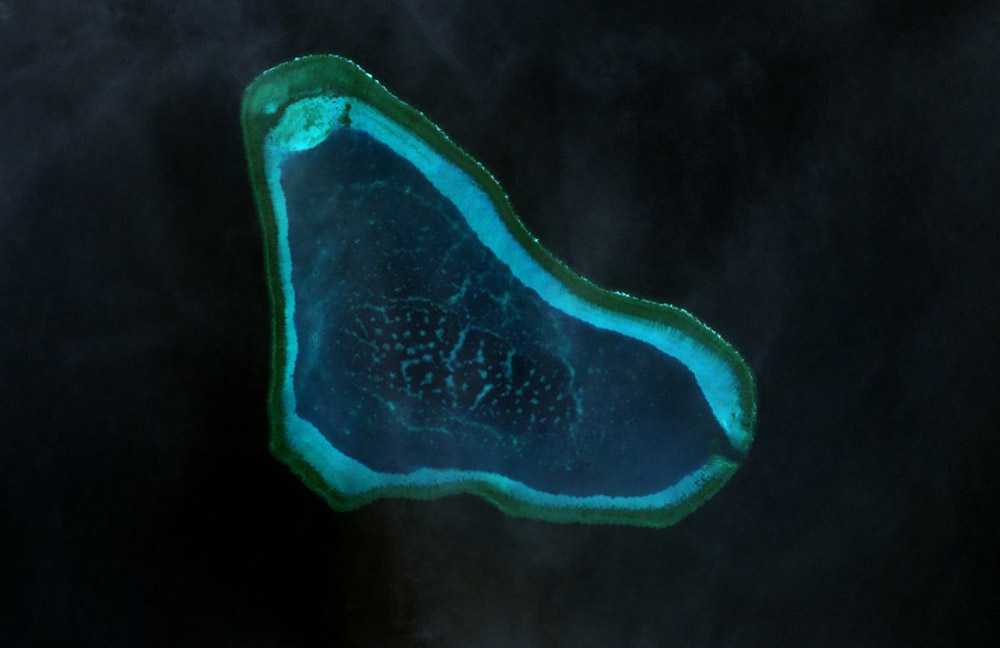
黄岩岛卫星图像

黄岩岛位于北纬15°07′，东经117°51′，距菲律宾苏比克港约100海里、中沙环礁约160海里、海南岛约500海里，为海盆中的海山上覆珊瑚礁而成，是南海中沙群岛中唯一露出水面的岛礁。与菲律宾群岛有幽深的马尼拉海沟相隔。
1748年9月12日，一艘英国商船斯卡伯勒號在此地触礁，为了纪念这一事件，將該礁命名为斯卡伯勒礁。中华人民共和国和菲律賓分別多次於黄岩岛發生衝突，並造成外交衝突。目前黄岩岛由中华人民共和国实际控制。

## 主權立場

### 中華民國
- 1935年，中华民国水陆地图审查委员会审定公布《中国南海各岛屿华英名对照表》，其中Scarborough Reef被音译为「斯卡巴洛礁」、主礁礁石South Rock则译为「南石」[8][9]，列入中華民國版图。
- 1947年，為了紀念中華民國行憲，中華民國國民政府將該島礁命名為民主礁[10]。
- 1947年12月，中华民国内政部正式印製出版的《南海诸岛位置图》将民主礁划在“十一段线”内。主张该线是具有法律效力的島嶼歸屬線，中华民国对线内的岛、礁、滩、沙洲拥有主权。[11]
- 據中華民國外交官稱，1956年-1958年美国海军派遣人员到南沙群岛的北子礁及中沙群岛的民主礁进行地质勘察，美国事先要向中华民国政府申请核准[12]。

### 中华人民共和国

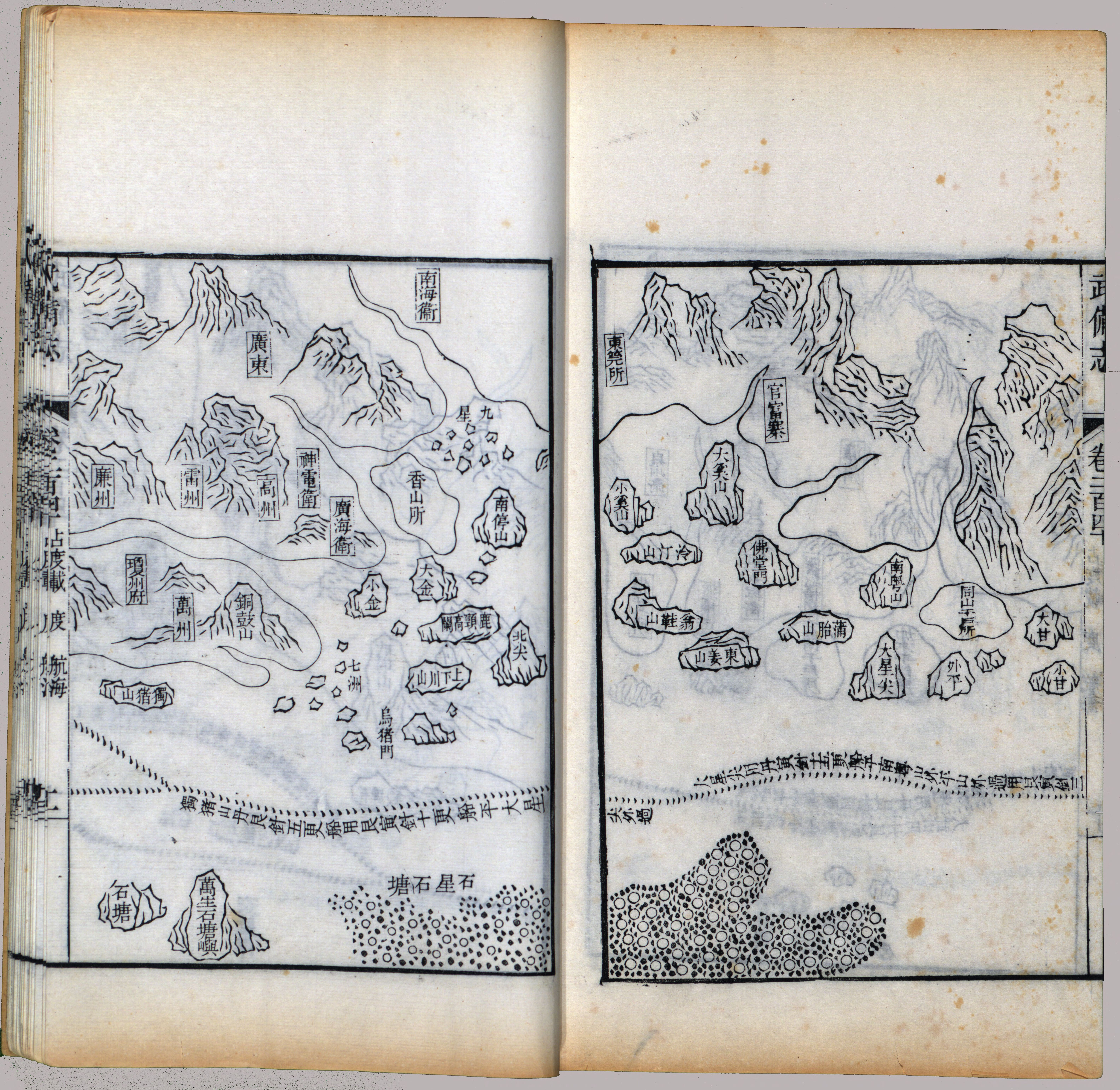
《鄭和航海圖》標出「石星石塘」

- 1279年，元世祖忽必烈為了統一全國曆法，派欽天監郭守敬进行四海测验，選定27個緯度測量點[13][14]，郭守敬為此到「南海」[15]，中華人民共和國外交部发言人認為「南海」測量點指黃岩島[註 1]。從宋代開始至明清的歷史文獻中，把南海諸島命名為“石塘”“長沙”，其中包括黃岩島在內的中沙群島。[18][19]。明朝時期則将中沙群岛及南沙群岛统称为万里长沙，清朝时期称為千里石塘。（但菲方认为并无证据证明这些称呼指代或者包括黄岩岛。）中国方面认为，中国潭门镇渔民在该海域捕鱼历史悠久，有祖传的《更路簿》。[20]
- 1983年，中华人民共和国地名委员会受权公布的《我国南海诸岛部分标准地名》将「黄岩岛」定为标准名称。
- 1984年10月，北京地图出版社出版的《中华人民共和国地图集》首次将黄岩岛标注于地图上。

### 菲律賓

1734年，西班牙人維拉迪測繪的菲律賓地圖標註Panacot等三個島礁
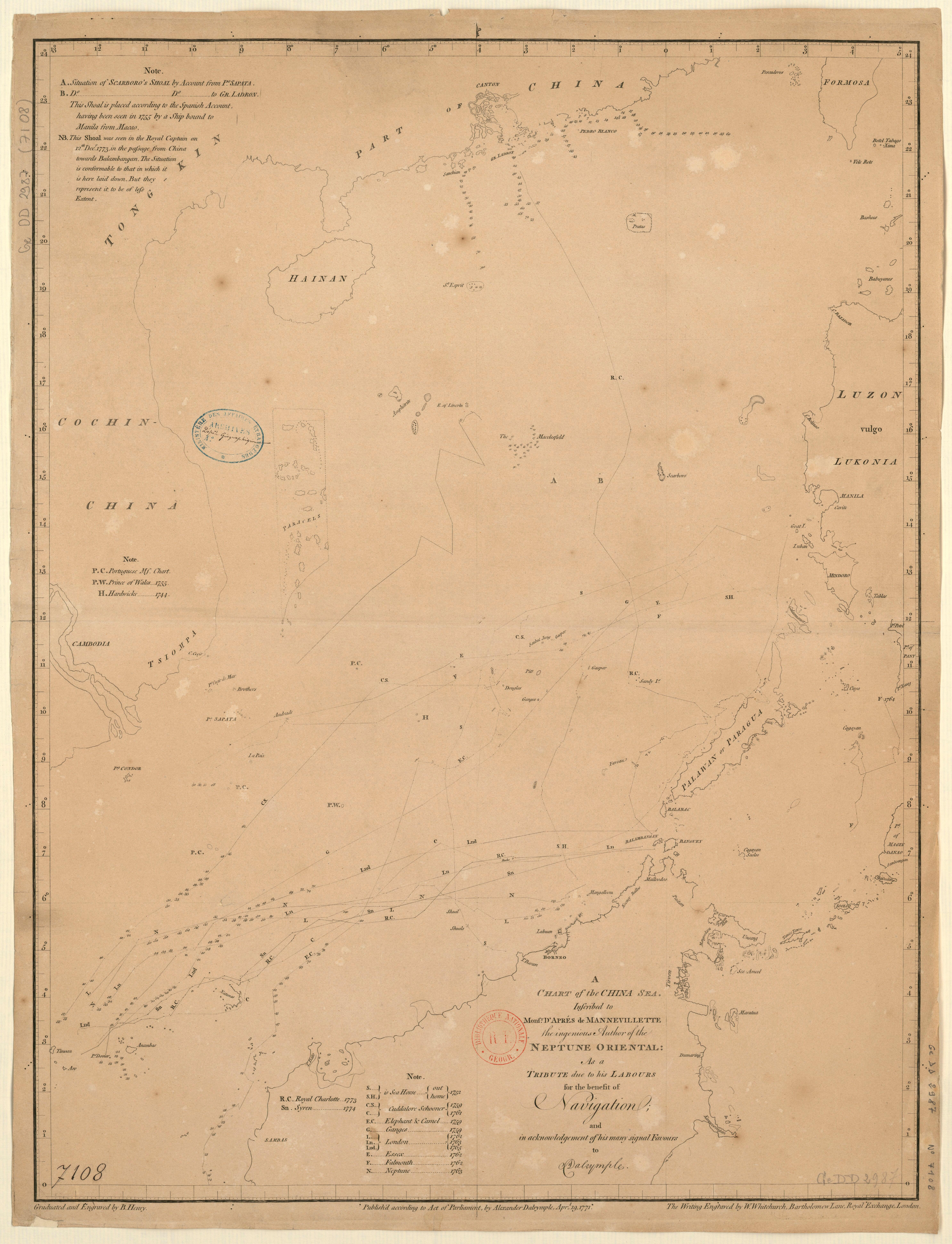
1771年，英國出版的海圖，標註斯卡伯勒礁（Scarboro）的位置和兩個過去錯誤的經度，也畫出巴拉望島以西三個無名島礁
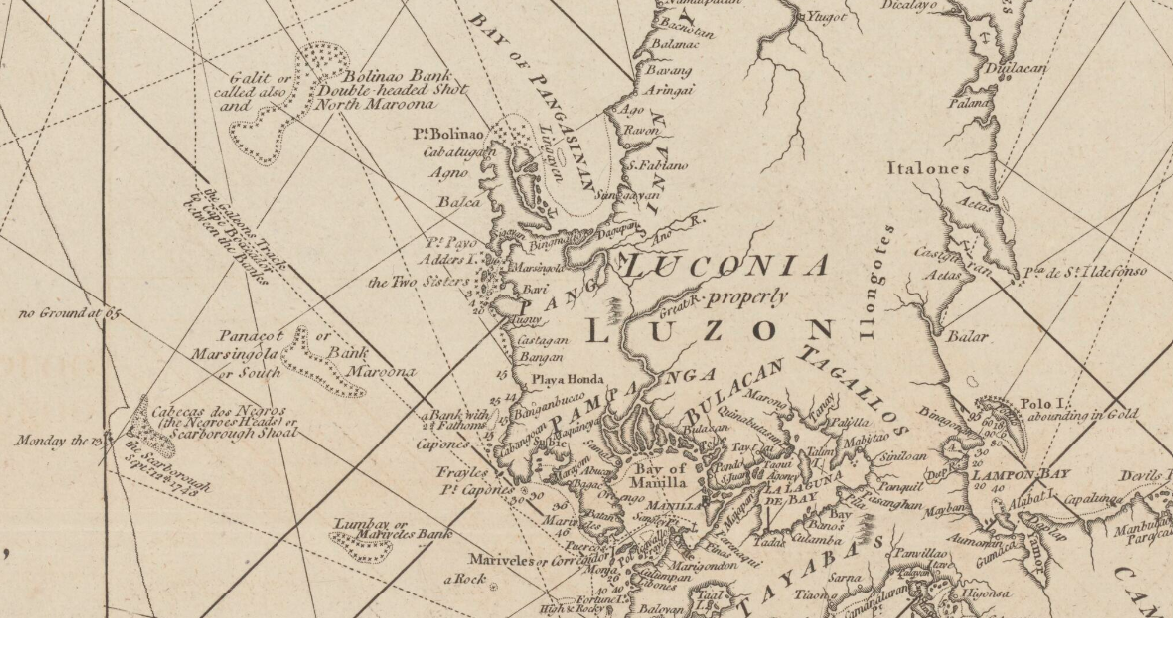
1794年，英國出版的海圖將Panacot與Scarborough Shoal畫成兩個島
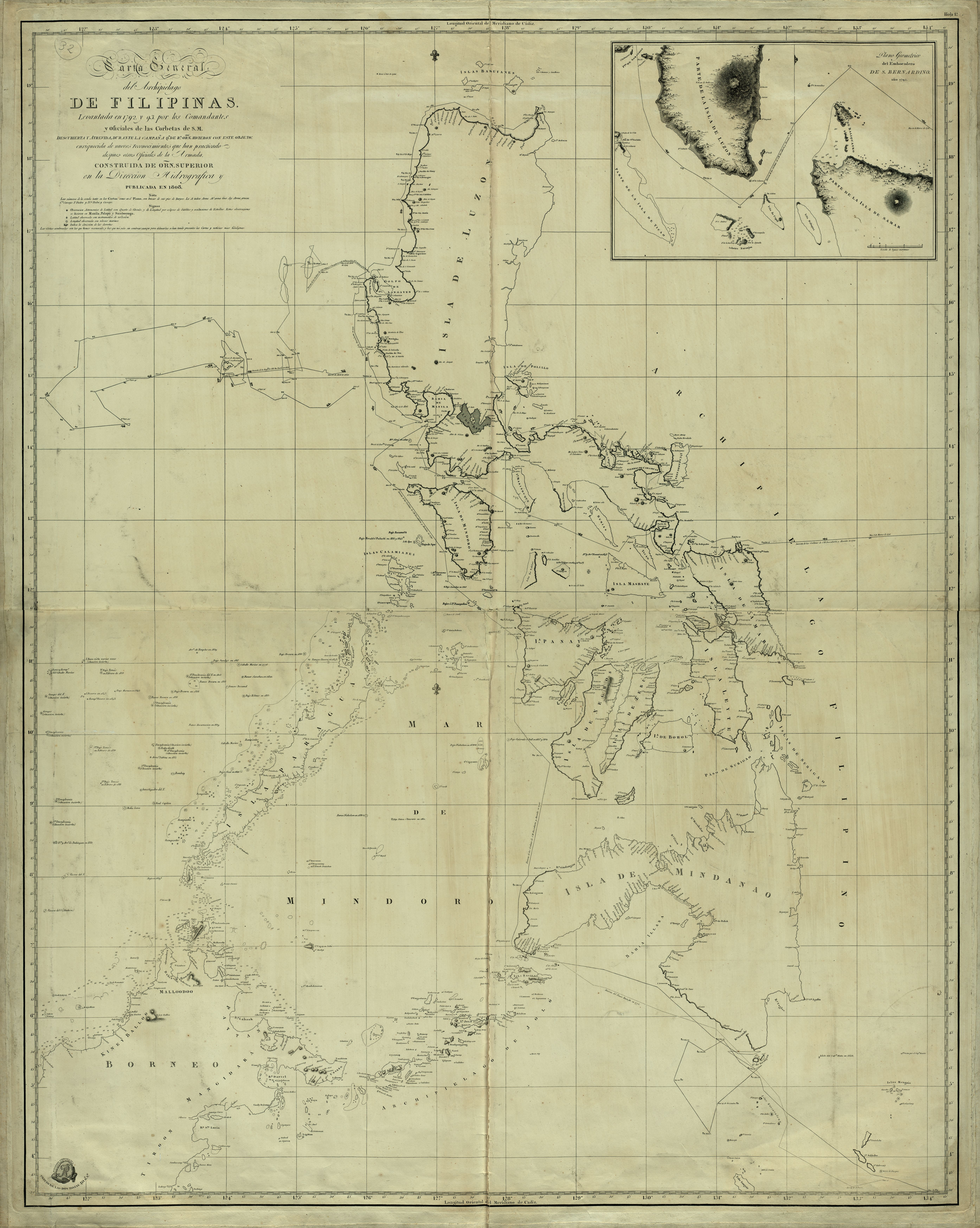
1808年，西班牙水文局出版的海圖，標註此島為Bajo de Masingloc ó Scarborough

菲律賓政府使用的官方島嶼名稱「馬辛洛克」礁出自三描禮士省港口马辛洛克，由西班牙人在殖民統治期間所取。菲律賓主張其主權建基於一個由國際法制定的基準，並對島嶼實踐過有效管理。菲律賓政府曾與美軍在島上進行聯合演習，並在島嶼進行科學與海洋研究，以及進行了建造燈塔、插上菲律賓國旗等活動。而早在西班牙殖民時代，菲律賓漁民已經利用島嶼作為天氣不佳時的避難所，鄰近海域也長期是菲律賓漁民的捕魚區。
- 菲律宾认为該島早就被西班牙殖民者绘入地图[24]。
- 1652年，法國地理家尼古拉斯·桑松（英语：Nicolas Sanson）在繪畫菲律賓地圖時將巴拉望島以西的島嶼包括在內[24]。
- 1734年，耶穌會佩德羅·穆里略·維拉迪（西班牙语：Pedro Murillo Velarde y Bravo）神父（Fr. Pedro Murillo Velarde）測繪的菲律賓地圖《Carta hydrographica y chorographica de las Islas Filipinas》將巴拉望島以西三個島礁包括在內，同時說明了當時存在一條出發自馬尼拉，圍繞三個島礁的帆船航道[24]。三個島礁中的Panacot是否黄岩岛存在爭議。菲律賓主張Panacot是黄岩岛，而中国的李孝聪教授認為在斯卡伯勒號觸礁前，中外地圖都沒有畫出黄岩岛。1734年地圖中的Panacot並不是黄岩岛，而三個島礁也在中国1717年出版的地图中出现。[25]
- 1792年，西班牙政府派出的馬拉斯比那遠征（英语：Malaspina Expedition）確認了斯卡伯勒礁的經緯度，將其畫入菲律賓地圖。1800年西班牙海軍再派圣卢西亚号對斯卡伯勒礁進行測繪，稱其又名「馬辛洛克」礁。1808年西班牙水文局出版的《菲律賓總海圖》中包括該艦環島的航路。1939年美屬菲律賓自由邦政府出版的《Atlas of the 1939 Philippine Census》也採用。[25][26][27]
- 1900年，美西簽訂《關於菲律賓外圍島嶼割讓的條約（英语：Treaty of Washington (1900)）》，澄清1898年《巴黎條約》不明確的疆界。[28]同年美國美國國家大地測量局（英语：U.S. National Geodetic Survey）出版的菲律賓地圖包括該島[29][24]。
- 1913年，瑞典籍汽輪日本號因颱風在此觸礁，菲律賓海岸巡防隊進行援救。保險公司與打撈公司因爭奪此輪所載椰子核的所有權，1916年上訴至菲律賓大理院。這顯示菲律賓對此地行使了有效管轄。[30][26][31]
- 1978年，菲律宾独裁總統費迪南德·馬科斯簽署第1599號法令，將該島列入菲律賓領土[32]。
- 2009年3月10日，菲律宾總統阿羅約夫人簽署法令確定海上邊界，並將該島列在邊界內。[3]
- 2013年1月21日，菲律賓原外交部副部長、原菲律賓駐聯合國常任大使勞羅·巴哈（英语：Lauro Baja）表示該島在中國有效控制之下。外交部部長羅薩里奧則稱：“我們正在評估三種渠道的選項，包括政治、法律及外交手段。 ”[7]

## 各方主張和衝突

### 20世紀
1950年代至1997年
- 1950年代驻菲苏比克湾的美国军队将黄岩岛开辟成为靶场。
- 1977年10月，中国科学院南海海洋研究所的科研队登岛进行考察活动。
- 1978年6月，中国科学院南海海洋研究所的科研队登岛进行考察活动。
- 1980年后菲律宾政府将黄岩岛划在其200海里专属经济区内，但由于当时黄岩岛由驻菲美军实际控制，菲律宾并未提出主权要求。
- 1984年10月，北京地图出版社出版《中华人民共和国地图集》，首次将黄岩岛标注于南海地图上。[33]
- 1990年3月31日，中国在黄岩岛上安置了主权标志。
- 1994年中国在黄岩岛上建了一块一公尺高的水泥纪念碑。

1997年起
- 1997年起，菲律宾以“国际法”和“实际占领”为由表明了对南海主权的要求。[34]4月28日，来自中、美、日三国13名业余无线电爱好者前往黄岩岛，进行探险和无线电活动。这一活动是由中国无线电运动协会举办的，此前在黄岩岛也举办过两次，前两次都是从菲律宾出发前往黄岩岛，所以菲律宾没有干涉。但第三次活动，不仅从广州出发，而且同行的还有74号和72号海监船。当无线电爱好者在黄岩岛一二三号礁石上搭建无线电工作平台时，两架菲律宾军用飞机从他们头顶飛过。4月30日，菲律宾派遣了3艘舰艇包圍中国两艘海监船，菲律宾海军炸毁黄岩岛上的中国主权界碑后放下了橡皮艇，载着军人登上了一二三号礁石，并在三号礁石插上了菲律宾国旗，其中包括两名菲律宾国会议员。中国两艘民用海监公务船和菲律宾三艘军舰和军用飞机开始了对峙，随后三天内，菲律宾又派出了三艘舰船，对峙形成了6比2的局面，军用飞机亦在海监船上低空盘旋。[34]5月3日，中国海监船在对峙三天后，最终主动撤离，菲律宾获得黄岩岛的控制权，中菲第一次黄岩岛对峙以菲律宾的胜利告终。5月20日，菲律宾海军巡逻艇在黄岩岛外11,000米处截停了一艘准备航行到马绍尔群岛的中国渔船，並拘捕了21名中国渔民。[35][36]
- 1998年1月到2月，中国海南省四艘渔船在黄岩岛海域被菲律宾海军拦截，51名渔民被控“非法入侵菲律宾”领海，关押到菲律宾本土长达6个月时间[35][36]。
- 1999年5月9日，菲律宾将一艘弦号为57的坦克登陆舰马德雷山脉号开入仁爱礁，其後因船底漏水在仁爱礁西北侧礁坪坐滩。5月23日，中国海南省琼海市潭门镇渔民驾驶的一艘渔船琼—琼03091号在黄岩岛遭到菲律宾海军的追击并且被撞沉，菲律宾使用机枪扫射渔船上的中国渔民，11名中国渔民掉入海[35][36]。5月底，菲律宾派人在黄岩岛修建高脚屋。10月20日，菲海军建筑队、特战队27名官兵分乘渔船抵达黄岩岛继续施工。10月27日，菲律宾在黄岩岛海域进行战斗巡逻，派遣36、22号两艘护卫舰装载着特战人员、潜水用具、橡皮艇抵达黄岩岛。11月3日，57舰在黄岩岛东南入口处北侧坐滩成功，舰员撤回并补充弹药和淡水，先后派护卫艇2艘、炮舰1艘担任海区巡逻，并继续施工；57号舰搁浅在黄岩岛充当临时观察哨。11月4日，中国运八海上巡逻机发现57号舰上的建筑物已竖起7根柱子，呈六边形，底部角架已连接。11月24日，菲海军成立99.5特混大队，辖99.5.1特混小队（炮舰70号、护卫艇35号）99.5.2特混大队（拖船2艘），27、28两日分别抵达。11月28日，菲律宾政府答应，在中国总理朱镕基11月29日结束在马尼拉的访问之前，将把在黄岩岛搁浅的一艘菲律宾军舰拖走，但未提及先前在仁爱礁“搁浅”的登陆舰。

### 21世紀初
2000年
- 5月28日，菲律宾海军在黄岩岛海域使用机枪射杀1名中国渔船上的船长。[35][36][34]

2003年
- 5月9日，中国国家测绘地理信息局印发《公开地图内容表示若干规定》，规定海南省及南海诸岛地图中黄岩岛必须表示并注名称，大于1:400万的地图，黄岩岛应括注民主礁[37]。

2009年
- 1月28日，菲律賓參議院通過2699號法案（Senate Bill 2699），制定菲律賓領海基線。[38]
- 2月2日，菲律賓眾議院通過第3216號法案（House Bill 3216），將南沙群島部分島嶕（包括太平島），以及中沙群島的黃岩島劃入領土。[39]
- 2月4日，中華民國外交部強調「無論就歷史、地理、事實及國際法而言，南沙群島、西沙群島、中沙群島、東沙群島及其週遭水域屬於中華民國固有領土及水域，其主權屬於中華民國，不容置疑。中華民國對4群島及其水域享有一切應有權益，任何國家無論以任何理由或方式主張或佔據，中華民國政府一概不予承認。」[40]
- 3月10日，菲律宾总统阿罗约正式签署“领海基线法”，将南海中的南沙群岛、太平岛、黄岩岛划归菲律宾国土范围[34]。同日上午，中国渔政311船开赴南海执行渔政管理任务。
- 3月15日，中华人民共和国最大的渔政巡航船开抵西沙群岛，進行南沙群岛和西沙群岛护渔护航的任务，并宣示中国对南海诸岛的主权。但黄岩岛距西沙群岛的驻地永兴岛约340海里，象征意义大于实际的护航效果。

2010年
- 4月23日，据《联合早报》报道，英国广播公司引述日本外交部一名不愿透露姓名的官员说，1992年美军撤出黄岩岛驻军后，中国就迅速“夺取”该岛，由这个教训来看，中国现在可能正瞄准美军驻冲绳基地未来去向不定的局势，开始探讨以军事夺取钓鱼岛的可能性。但此报道牵扯到日本的立场，无法直接证实黄岩岛可能实际在谁的控制之下。

### 2012年4月
- 4月8日，菲律宾一架海军侦察机发现在黄岩岛潟湖内有8艘中国渔船，随后，菲海军最大军舰「德爾·皮拉爾」號巡防艦（英语：BRP Gregorio del Pilar (PS-15)）从巴拉望岛出发北上黄岩岛。
- 4月9日，陆续有更多海南渔船进入黄岩岛潟湖。

- 4月10日早上，菲律宾「德爾·皮拉爾」號巡防艦抵达黄岩岛海域，大约7时20分，该舰派出一艘小艇进入黄岩岛的潟湖抓捕12艘中国渔船，随即登陆中国渔船逮捕渔民，同时拿出已经打印好的全外文文字凭证，要求中国渔民签字画押承认“入侵菲律宾”，中午，中国国家海洋局获悉菲方欲抓扣中方被困渔船渔民后，派出正在附近执行南海定期维权巡航执法任务的中国海监75号和海监84号编队赶赴该海域。中午12时30分左右，中国海监船75号和海监船84号抵达，菲律宾海军放过中国渔船和渔民，回到自己的巡防艦，开始和中国海监船对峙。随后，在美济礁守礁的中国渔政303船接到呼救信号后立刻出发，赶往300海里外的事发现场实行护渔。[41][42]。

- 4月11日，美联社首先报道了黄岩岛对峙事件，菲外交部和海军也召开了新闻发布会，菲外交部发表声明称，该国海军在“执行《菲律宾渔业法》及海洋环境保护法律过程中”，发现12艘中国渔船停泊在黄岩岛（菲称斯卡伯勒礁）。随即，菲海军派出最大军舰「德爾·皮拉爾」號巡防艦从巴拉望岛驶往北吕宋海域，在黄岩岛附近海域巡逻，试图抓扣在黄岩岛附近作业的中国渔民。当日，菲海军士兵登上中国渔船检查，并声称在一艘船上查获了非法捕捞的水产品。当菲方準備将船上的中国渔民带走时，两艘中国海监船赶到，占据了渔船与菲军舰之间的位置，阻止菲方逮捕中国渔民。当天晚上，菲律宾派出其海岸警卫队的500吨级搜救船“邦板牙” 从马尼拉港出发，接替「德爾·皮拉爾」号。

- 4月12日，菲海岸警卫队“邦板牙”号搜救船抵达黄岩岛接替「德爾·皮拉爾」号继续和中国海监船对峙。「德爾·皮拉爾」号撤出，返回马尼拉港口补给，同日中国渔政303船抵达黄岩岛。

- 4月13日中午12时，中国海监75船和6艘渔船离开了黄岩岛，之后，在下午7时左右，中国渔政303船和4艘渔船驶离，中国海监84船继续留守。中国官方媒体《人民日报》发表文章“解决南海问题不能只靠一手”，指出在南海争端面对各国的“蚕食行动”，不能一味地软弱。[43]

- 4月14日下午，护送渔民到达安全地带的中国海监75船重返黄岩岛，对一艘载着菲律宾和法国的考古专家团队寻找古代中国沉没商船的“萨兰加尼”号考古船予以警告，此前该船已在黄岩岛活动十余天。中国海监的运-12飞机再次出现在黄岩岛上空。晚上8时，被菲律宾军舰袭扰的12艘渔船之一的琼·琼海09099号渔船船长许德谭带着全船16名船员安全回到潭门。

- 4月15日，海监71船抵达黄岩岛海域。同日上午，中国渔政44061船开赴南沙海域执行护渔任务。中国副外长傅莹紧急约见菲律宾驻华使馆临时代办，围绕黄岩岛海域出现的紧张局势提出交涉。而菲律宾参议员约克·阿罗约在议会上要求将南海争议问题上升至东盟框架。他称「菲律宾作为东盟创始国之一，应该将东盟作为外交解决南海争议的主要战场”。菲海警派出另一艘搜救船“埃德萨”号前去，并搭载一个医疗队。

- 4月16日上午7时，菲律宾海军“埃德萨”号搜救船抵达黄岩岛并替换“邦板牙”号搜救船继续和中国渔政船对峙。“埃德萨”号升起白旗，以表示和平解决此次对峙的意愿。“邦板牙”号搜救船于当天中午返航。另外，菲律宾考古船“萨兰加尼”号抵达黄岩岛潟湖内开展考古打捞作业。同时，美菲“肩并肩2012”年度例行联合军演与16日开始，共有4500名美国士兵与2300名菲律宾士兵参加，此次联合军演4月27日结束，地点主要集中在菲律宾吕宋岛中部及西南隅的巴拉望省举行，而军演处面对的海域正是此次中菲出现对峙的南中国海。同日上午，南海区渔政局召开的一个紧急会议，南海区渔政局会议决定中国渔政南海总队总队长朱英荣带队，派出中国渔政310船前往黄岩岛。菲律宾总统阿基诺三世说：“菲律宾不会因为黄岩岛争议而和中国贸然开战，吵吵总比打打好（To jaw-jaw is always better than to war-war）”。[44]
- 4月16日，中华人民共和国外交部发言人刘为民说：“中方希望有关国家多做促进本地区国家安全互信的事，多做有利于本地区和平稳定的事。菲律宾方面袭扰中国渔船渔民，侵犯中国主权，是引发此次事件的主要原因。目前黄岩岛局势已经有所缓和，中菲双方正就此问题进行进一步外交沟通。”同日，菲律宾首都马尼拉的民众在中国领事馆前举行游行示威，高举牌子“China, back-off, from Panatag Shoal!”（“中国，从黄岩岛滚蛋！”）[45]

- 4月17日，菲律宾外交部长艾伯特·德尔·罗萨里奥说：“菲政府将寻求通过‘国际仲裁’的方式，解决中菲在黄岩岛的对峙一事。”[46]。

- 4月18日上午10点30分，中国渔政310船从广州出发，前往南海海域，开展常态化的渔政巡航执法管理工作。同日晚上，由菲律宾国家博物馆派出的考古船“萨兰加尼”号上离开黄岩岛海域。

- 4月19日，菲律宾军方北吕宋地区司令阿尔坎塔拉当日声称，菲律宾考古船“萨兰加尼”号已于18日晚上离开黄岩岛海域，早前进入黄岩岛海域的菲律宾渔船也已离开。菲律宾国防部长博尔泰雷·加斯明号召菲律宾开始正式进入全民武装准备和中国开战：“人民应当知道政府所做的一切是为了每一个菲律宾人的利益。人民应当发挥作用，让世界知道我们正在受欺侮。我们应当向人民强调热爱祖国的必要性，并支持政府目前反对中国的立场。”[47][48][49]中午，中国中国渔政310到达中沙群岛海域。同日下午2时，在4月10日被菲律宾军方非法袭扰、后来在中国海监护航下安全返回的“琼·琼海09099号”中国渔船经过几天的休整之后，再次起锚离开潭门码头赴黄岩岛海域作业。當日搜狐网专文“解放军三大基地频繁异动 核潜艇已奔赴南海”说到：“一味的忍让只会让菲律宾这样的国家得寸进尺，只有给他们点颜色看看，才能让他们见识到中国在寻求和平解决南海争端的背后，有着强大的军事力量作为国家利益的保障”。[50]

- 4月20日中午12时10分，中国渔政船中国渔政310抵达黄岩岛进行巡查，展开了对该海域的常态巡航护渔任务并替换原在黄岩岛海域巡航执法，救助中国渔船渔民的中国渔政303船[51]中国渔政303船则返回广州进行补给。同日，中国黑客20日攻击了菲律宾大学网站，将该校主页变成一张黄岩岛海域的地图，并将“我们来自中国”、“黄岩岛是我们的”等文字打在地图上。菲律宾大学负责公共事务的达尼洛 阿劳斯向“GMA News Online”网站证实称，该校网站大概在20日凌晨3点遭到攻击[52]。

- 4月21日，菲律宾海军司令亚历山大·帕玛少将21日在接受菲律宾ＡＢＳ-ＣＢＮ电视台采访时说，菲海军两艘战舰和一架反潜机正赶往黄岩岛海域，以增援在那里的海岸警卫队搜救船。同日菲律宾黑客将部分中国网站黑掉，网站一共七家，其中著名的有“中国大学生自强之星”（star.chinaumu.org）、中青在线（v.cyol.com）、中青视频（ploft.cn）。事后，两个菲律宾黑客对此事负责。[52]

- 4月22日，菲律宾外交部长艾伯特·德尔·罗萨里奥说：“中国对整个南海拥有主权的企图明显毫无根据”，随后号召东盟一起反对中国：“如果我们不表明立场，不只是菲律宾，所有国都会受到消极影响。”[53]同日菲律宾2艘战舰和1架反潜机抵达到黄岩岛海域，战舰和反潜机是4月21日出发的。[54][55]

- 4月23日上午，菲律宾外长艾伯特·德尔·罗萨里奥说：“菲方不会把海岸警卫队船只从黄岩岛撤回，当我们愿意离开时才离开，不是被人要求离开就离开”，菲律宾总统阿基诺三世说：“菲律宾会继续在黄岩岛部署船只，相信那是菲律宾水域”；下午，中国渔政310船和中国海监84船离开黄岩岛海域，分别前往黄岩岛东南方向12海里和8海里海域进行警戒，只留下一艘中国海监71船与菲律宾海警对峙，中国驻菲律宾大使馆发言人张华向媒体说：“中方只愿通过友好外交磋商解决黄岩岛事件”。[56][57] 菲海军司令亚历山大·帕马23日否认了菲海军向黄岩岛海域增派舰船和飞机的报道。 中国驻菲律宾大使馆23日证实，菲方告知，菲军方未向黄岩岛海域派遣军舰和反潜机，菲海军司令帕马也未向媒体发表上述谈话。同日，美国海军陆战队太平洋司令杜安·D·蒂森中将（Lt.Gen. Duane D. Thiessen）说：“美国与菲律宾签署了共同防御条约，依据该协议，任何一方若有需要，另一方将会提供国防援助。”[58]

- 4月24日，面对中国的警戒，菲律宾派出海警船换班，同时增加一艘环境监测船到黄岩岛。[59]菲律宾北吕宋军区司令阿坎特拉中将24日上午表示，菲方确实已派出两艘船只前往对峙海域，替换回之前的海岸警卫队船只“埃德萨”号。中华人民共和国国防部长梁光烈接受凤凰卫视的独家采访回答记者的问题“军方在必要时候是不是应该出手”时说：“这个根据国家外交的需要，现在我们是外交部门和有关的海事部门在应对处理这个问题，我相信会处理好。”[60]同日，记者提问“菲律宾北吕宋军区司令阿尔坎塔拉表示，菲海警潘帕加号将前往黄岩岛海域替换EDSA2号，同时菲渔业水产局的一艘船只正在前往黄岩岛海域。”中华人民共和国外交部发言人刘为民回答说：“中方对菲方向黄岩岛海域增派船只的举动提出了严正交涉，要求菲方尽快采取积极步骤恢复该海域的和平安宁。”[61]菲武装部队北吕宋地区司令部司令阿尔坎塔拉在回答记者问时说：“我们不会让中国攻克黄岩岛”，“我们的海军一直处在待命状态，准备提供帮助”，“中国大使馆没有讲出真相，7艘中国船只仍留在黄岩岛地区。310号停在黄岩岛东南8海里之外，海监71号执法船停在黄岩岛东南12海里处，另外还有5艘小渔船。”而他的讲话也被《菲律宾星报》评价为：“菲律宾军方最强有力的讲话之一”。[62]同一天，美国国务院发言人盧嵐呼吁中方和菲方保持克制，避免动用武力。[63]

- 4月26日，中国军事科学研究会副秘书长、少将罗援发表文章质疑了政府的先行撤退不胜而败的“善意”时说到“是否是最佳选项，还有待历史检验”，同时指出：“笔者认为若从战略高度考虑，非但不应“撤火”，而且还应利用这次机会强化在黄岩岛上的主权存在，在黄岩岛悬挂国旗，设立主权碑，建军事基地，起码设立渔业基地。黄岩岛应该是我们‘破局’南海困境的示范区。既然菲律宾把黄岩岛问题摆在世人眼下，我们就要向世人展示一下，我们是怎样维护国家主权和领土完整的。”[64]

- 4月27日，菲律宾外交部在记者发布会上宣布“暂停与中国就黄岩岛问题展开新的外交对话，直到中国驻菲大使馆将双方的协议信息真实地传给北京。”[65]4月27日晚间，中国中央电视台新闻频道《新闻1+1》播出了《别闹，黄岩岛是中国的！》的专题报道。[66]同日菲律宾侨民组织“菲美良政”致信给全球200个国家的1200万名菲律宾人，呼吁他们在5月11日到各地中国使馆前举行抗议示威，以声援菲律宾政府。[67] 菲律宾总统府副发言人阿比盖尔·瓦尔特在新闻发布会上表态菲律宾政府支持“菲美良政”组织捍卫领土和抗议中国“侵犯黄岩岛”的活动。[68]

- 4月29日，菲律宾6艘渔船抵达黄岩岛潟湖。[69]同日，菲律宾总统阿基诺三世说：“相信中国在目前情况下不会对菲律宾采取军事行动，因为使用军事力量不会让任何一方受益。”[69] 菲律宾北吕宋岛指挥部中将安东尼·阿尔坎塔拉说：“我们从未禁止我方的渔民在该海域捕鱼，这是我们的天然捕鱼场，菲律宾在此捕鱼已有很长时间。”，菲律宾军方则表示：“菲方多艘渔船已返回黄岩岛海域，并支持菲渔民继续在该海域从事捕鱼作业。”[70]

- 4月30日，解放军171编队指挥官李士红在香港说：“黄岩岛这个问题大家都清楚，是中国固有的领土，这个是不容争辩的。那么具体我们海军，我们军队要采取什么样的行动，我刚才也已经说过和强调了，是要由我们的中央，中央军委做出决策。一旦作出决策我们的海军是义不容辞的，你也要相信我更有信心，是一定能够完成党中央和中央军委交给我们的任务的。”[71] 同日，中华人民共和国外交部发言人刘为民说：“中方重视菲方不使事态升级的表态。希望菲方言行一致，能切实采取措施，制止在现场制造事端的做法，使黄岩岛海域恢复和平安宁。中方坚持通过外交途径解决和平息事态的立场没有变化。菲方亦应回到外交解决的正确轨道上来。”[72][73]同時，纽约大学的中国留学生與台籍美國律師王良輔發起對菲律賓政府的抗議行動，在菲律宾驻联合国代表团门口拉开抗议横幅，其后王良輔代表進入菲律賓領事館向菲律賓領事遞交陳情書與連署橫幅，得到纽约和各地的华人华侨支持與響應。[74][75]

### 2012年5月
- 5月2日，空军指挥学院副教授周二权在各大网站聲言“对待侵犯我主权的行为，我们不仅要打，而且要该出手时就出手。只有早打，只有快打，只有狠打，才能避免事态进一步恶化，才能更好地维护我们南海主权。”[76]
- 5月3日，菲律宾总统发言人埃德温·拉谢尔称在记者招待会上表示：“菲律宾正式将黄岩岛称为‘帕纳塔格礁’（Panatag Shoal）”。[77][78][79]此前菲政府曾用过斯卡伯勒礁（Scarborough Shoal）和巴约的马辛洛克（Bajo de Masinloc）称呼黄岩岛。[80]
- 5月4日，中国海南省潭门镇的渔民向媒体表示：“去黄岩岛会被菲律宾抓去坐牢，在南沙可能被越南军队弄得命都没有。”[81]
- 5月5日，菲律宾驻华大使候选人鲁马纳向香港媒体凤凰网表示黄岩岛应该“共同开发”：“我认为基本的解决思路，是让中国也享有权益，如果菲律宾单方面捕鱼，单方面开采天然气，我认为中国不会答应，但是如果让中国也享有权益，比如共同捕鱼区，共同勘探开发，那或许是一种出路。”[82]
- 5月6日，菲律宾外交部联手菲律宾海岸警卫队开始着手清理黄岩岛上历史以来的任何与中国相关的标记。[83]

- 5月7日，中华人民共和国外交部发言人洪磊回答记者问菲律宾给黄岩岛改名和清除中国历史标志时说：“黄岩岛是中国固有领土。中国对黄岩岛拥有无可争辩的主权。菲律宾方面对黄岩岛采取的任何行动都是非法和无效的，改变不了黄岩岛属于中国的事实。中方坚持通过外交协商解决当前事态的立场没有变化。我们强烈敦促菲方回到外交解决的正确轨道上来，任何使事态复杂化、扩大化的言行均无益于问题的解决。”[84] 同日，中华人民共和国外交部副部长傅莹约见菲律宾驻华使馆临时代办蔡福炯，傅莹对蔡福炯说：“菲方没有认识到正在犯严重的错误，反而变本加厉地不断扩大事态，不但继续派公务船在黄岩岛潟湖内活动，而且不断发表错误言论，误导国内和国际公众，煽动民众情绪，严重损害双边关系气氛。我们对形势难以乐观。」又希望菲方「不要误判形势，不计后果地不断推动事态升级。」並表示中方公务船将继续对黄岩岛海域保持警戒，中国渔政船也将依照中囯法律对渔船进行管理，提供服务。」她又敦促菲方撒走在黄岩岛海域的船只，「绝不能再干扰中国渔船作业，更不得干扰中国政府公务船依法执行公务。中方也做好了应对菲方扩大事态的各种准备。中方将坚持通过外交协商解决当前事态的立场。中方再次敦促菲方认真回应中方关切，尽快回到正确道路上来。”[85]

- 5月8日，在马尼拉，菲律宾抗議者在中華人民共和國使馆门前焚烧五星红旗，要求中国船只撤出黄岩岛。另据央视报道，菲律宾总统阿基诺有关联的民间社会和团体计划于5月11日在美国、加拿大、澳大利亚、意大利和其他亚洲国家的首都的中華人民共和國大使馆和领事馆举行类似的示威活动，抗议中華人民共和國在黄岩岛问题上的立场和行为。菲方坚持，黄岩岛海域属于菲律宾管辖范围内。[86]。同日中国渔政303船第二次抵达黄岩岛海域，与已经在此21天的310船一起，共同执行该海域的巡航护渔任务。人民網發表署名文章，指菲律賓當局「不能將中國的善意視為軟弱可欺，忍無可忍無需再忍的時候，中方不介意和菲方共同創造一個黃岩島模式”。[87]同日，凤凰卫视记者在菲律宾首都马尼拉采访菲律宾国民，有民眾表示：“最好的办法是把黄岩岛给菲律宾，因为中国是个大国，把黄岩岛给菲律宾，对中国没有什么损失。”[88] 同日，菲律宾首都马尼拉部分市民在中国驻菲律宾大使馆门前焚烧五星红旗，要求中国撤离黄岩岛。[89][90]

- 5月9日，中國同菲律賓的執法船在南海黃岩島對峙持續到第四個星期，局勢愈趨緊張，日本防衛省指，解放军一支大型艦隊正在南下，目的地不明；日本海上自衛隊偵察機，偵察到這支艦隊由五艘軍艦組成，其中包括一艘排水量二萬噸的071級大型兩棲登陸艦，兩艘052B級導彈驅逐艦及兩艘054A型护卫舰，其間有直八艦載直升機飛行，這支艦隊在上星期日已位處台灣東南海域。[91]同日上午，两艘来自琼海市的渔船“琼·琼海09085”和“琼·琼海01039”已经抵达黄岩岛潟湖，菲方海警船在距离中国渔船不到500米外停。在北京，中华人民共和国外交部副部长傅瑩不足一個月內，第三度傳召菲律賓駐華使館臨時代辦提出交涉，她指出，鑒於菲方不斷挑釁，中方公務船將繼續對黃岩島海域保持警戒，她指，目前形勢難以樂觀，警告菲方不要錯判形勢 ，中方已做好應對菲方擴大事態的各種準備。”[92]5月9日，上海各地旅行社全面中止赴菲律宾旅游。[93] 其他各地旅行社也陆续中止赴菲律宾旅游，已经报名的全部退款，缘由是存在“安全风险”。[94]菲总统府发言人陈显达在回答记者问时说：“把黄岩岛争议提交到国际仲裁机构是最好的。”[95] 同时菲律宾参议院议长恩里莱在参议院鼓吹用武力解决黄岩岛争端：“如果你的邻居本来住得很远，但却带着铁锹、大刀、弓箭或长矛来侵占你的地盘，你该怎么办？那就买把大刀，磨快你的大刀。”[96][97]

- 5月10日，《环球时报》发表专文《菲律宾调门越高，脸面将摔得越重》。[98] 另在“中国对菲律宾是否已经忍无可忍”的民意调查中显示，97%的中国网友认为“是”。[96]《解放军报》发表署名专文《休想抢走中国半寸领土》。[99]同日，东方卫视记者张帆登上黄岩岛主礁，插上五星红旗宣示主权。[100]
- 5月11日，中午有超過200人聚集在中国驻菲使馆前举行示威。同日，香港特區政府批准成立的中国世界纪录协会指中国人是世界最早发现黄岩岛的人，推测郭守敬的测量点位于黄岩岛，而元朝是世界最早对黄岩岛进行地理测量的政府[101]。
- 5月14日，美国参议院军事委员会首席共和党成员麦凯恩（Senator John McCain）在华盛顿智库“战略与国际研究中心”（CSIS）一场会议中指出，每年美国有1.2万亿美元的贸易量通过南中国海运输，南中国海争端攸关美国利益，但美国不应就南中国海主权争议采取立场。[102]

- 5月15日，中國單方面宣告南海相关海域进入休漁期，同时继续维持在黄岩岛附近海域巡逻并对菲律宾渔船进行驱逐。中华人民共和国外交部发言人洪磊回答记者提问“部分网友主张军事解决黄岩岛问题时”说：“中国政府维护黄岩岛领土主权的决心是坚定的。同时，我们致力于通过外交协商解决黄岩岛当前事态。”[103]菲律宾副总统杰约马尔·比奈在接受一家菲律宾华人网站采访时表示黄岩岛必须中菲对半开划分领土：“领土的事情十年也无法解决，最好的办法是菲律宾与中国共同开发该争议领土，五五分帐，由民间多方合作来促进政府间的关系”。[104]
- 5月16日，中国海军两栖编队在靠近菲律宾北吕宋地区的西太平洋进行军事演练。中华人民共和国外交部指「5月16日12时起，中国南海大部分海域将进入为期两个半月的伏季休渔期，黄岩岛海域也属于此次休渔制度的控制范围。期间，中国渔政和海监船将继续进行巡逻和执法活动。对于黄岩岛当前事态，中方15日重申将致力于通过外交协商解决。」[105]
- 中国宣称从5月16日起开始南海休渔，任何进入黄岩岛的中外渔船都将受到处罚处理。
- 5月18日，菲律宾6名退役将领计划奔赴黄岩岛插上菲律宾的国旗，宣示主权，但最后时刻被总统阿基诺三世阻止；[106] 同时，菲律宾总统阿基诺三世宣布花费16亿美元从美国以外购买16至24架飞机，以加快军事国防现代化建设，抵御外侮、捍卫国家。[107]菲律宾阿尔拜省省长乔伊·萨尔塞向民众发表讲话：“菲律宾人应抵制来自中国的产品，这样可对中国经济造成巨大打击”。[108]同样作为美国盟国的日本於同日表示将向间接盟国菲律宾无偿提供10艘巡逻舰给菲律宾海岸警卫队使用，菲律宾国防部长加斯明、菲律宾海岸警卫队司令埃德蒙·陈随后确认了这个消息。[109]
- 5月19日，菲律宾体育协会向中国篮球明星姚明发出友谊赛邀请函，称有意想改善两国关系。[110]
- 5月20日，菲律宾众议院多数党领袖谢尔文·汤加还呼吁总统阿基诺三世立即向国际海事法庭提出申诉，称“无需理会中国”。菲律宾参议院多数党领袖弗朗西朗·厄尔德罗也扬言：“别理会中国的要求。菲律宾人民一定会支持保护国家主权的行为！”同一天，俄罗斯驻菲律宾大使库达舍夫（Kudashev）说：“俄罗斯注意到，一些非当事国，比如美国加剧了中国同菲律宾在黄岩岛问题上的分歧，这样好像是在干预他国的内政。”这是俄罗斯首次就黄岩岛局势公开介入和表态。[111]
- 5月22日，中华人民共和国外交部发言人洪磊回答记者提问“日美等国向菲律宾提供军机和巡逻船，对菲律宾与中国黄岩岛争端进行战略补充”时说：“菲律宾拉拢任何第三方以任何方式干扰或介入此事，必将使事态进一步升级，甚至改变问题的性质，中方对此坚决反对。中方一直通过外交协商方式积极推动菲律宾方面改变错误做法，缓和事态。”[112]
- 5月24日，菲律宾政府将黄岩岛问题提交给联合国调停，或者让国际海洋法法庭决定谁享有黄岩岛以及周边海域主权。[113]
- 5月29日，菲律宾政府安全局官员称：“菲方正在考虑全天候部署黄岩岛的方案”。[114]中华人民共和国国防部部长梁光烈应约会见菲律宾国防部长加斯明，梁光烈对加斯明说：“黄岩岛是中国固有领土，不存在任何争议，此次黄岩岛事件完全是由于菲军舰在黄岩岛海域武力袭扰中国渔民引起的。菲方在事件发生后的一系列做法，使事态复杂化。中方要求菲方切实尊重中国主权，不要再采取使事态更趋复杂化、扩大化的行动。希望菲防务部门和军队以大局为重，保持冷静、克制，谨言慎行，以实际行动维护地区和平稳定。”[115]

### 2012年6月
- 6月3日，中华人民共和国外交部发言人刘为民6月6日介绍，菲律宾公务船滞留黄岩岛潟湖一个多月后，终于在6月3日撤出，中国两艘公务船清理现场后，于6月5日离开潟湖，继续在黄岩岛海域执行公务。
- 6月16日，菲律宾外交部长艾伯特·德尔·罗萨里奥说：“基于台风过境的关系阿基诺三世15号已下令两艘海岸警卫队船只返回港口，至于天气转好后会不会再重新派船只到黄岩岛海域，菲方称会重新评估情况……中国此前已经透露过将从黄岩岛泻湖撤船的意愿，目前菲方正在等待中方履行承诺，将其船只撤离泻湖。”[116]

- 6月18日，因台风天气影响菲律宾船只全部撤离黄岩岛，大批中国船仍未撤离，公务船留在黄岩岛附近海域。菲方指责中国“未按协定撤船”，中华人民共和国外交部发言人洪磊在回答记者问“菲外长还指责中方未履行在黄岩岛海域‘撤出船只’的承诺”时说：“菲方所谓‘中方关于撤出船只’的承诺不知从何而来？我们希望菲方约束言行，多做有利于发展两国关系的事。”[117][118]。中国外交部同時表示海上搜救中心应中国渔政和渔民请求，为了协助渔民返航躲避风浪，已派出“南海救115”号船前往黄岩岛海域提供必要的协助。同时表示中国方面将继续保持对黄岩岛海域的管辖和警戒。[119]

- 6月20日，有媒体报道称，菲律宾一艘渔船在黄岩岛以北海域被撞沉没，导致1人身亡，4人失踪。菲获救渔民称渔船系被中国船只撞沉。对此，中方驻菲律宾大使馆发言人张华在6月24日回应表示有关消息尚待核实。他表示，看到相关消息后，使馆即向国内进行了解。中國聲稱没有收到任何在报道所称的时间及相关海域发生船只碰撞事故或求救的报告。[120]

- 6月21日，中国外交部发言人洪磊在例行记者会上表示：“最近事态有所缓解，我们希望菲律宾方面多做有利于双边关系发展的事情，维护双边关系恢复的局势。”
- 6月24日，据法新社报道，一些菲律宾人24日指称，一艘中国船只近期在黄岩岛以北海域，“无意中”撞到了一艘菲律宾渔船，事故导致菲方船上1人死亡、4人失踪。事后菲律宾方面称此事与黄岩岛争端无关。菲律宾扣押的24条中国渔船一直拒不交还。[121]

- 6月25日，菲律宾国家减灾管理委员会主任拉莫斯向记者媒体讲话时说：“（菲律宾政府）在等待来自菲律宾海岸警卫队和国家警察部队海事部门的调查报告，这两个部门正在核查造成菲渔船沉没的肇事船只；菲律宾渔船是被‘不明身份船只’碰撞。”菲律宾总统阿基诺三世则说：“我们正在搜集到所有必要的证据，此时此刻，我们不会指控任何人”。[122]

- 6月28日，菲律宾国防部长加斯明出面澄清菲律宾渔船沉没的原因，此前，菲律宾政府和媒体一口咬定是被是被香港商船撞沉，因为渔民生还者说看到路过的刻有汉字“香港”的商船路过，加斯明向菲律宾媒体说明“菲律宾渔船系因风浪沉没”。后来被证实事件发生地点距离黄岩岛有300多海里和黄岩岛事件并无关系。[123]

### 2012年下半年
- 7月4日，菲律宾前武装部队总参谋长毕亚松敦促菲律宾政府立刻把舰船派往黄岩岛，并且说：“中国生气又怎么样？它能做什么？（菲律宾）可以把海军军舰也派去。”而当日菲律宾总统府发言人陈显达则用中文警告中华人民共和国政府说：“我想我会对中国说，‘小心一点’。”[124]
- 7月16日，美国太平洋司令部司令塞缪尔·洛克利尔上将到访菲律宾，重申在菲律宾的主权和领土等方面“美国重申支持菲律宾”。[125]

- 7月19日，菲律宾参议员莫莉·德芬索尔·圣地亚哥在议会会议上说：“菲律宾应该效仿俄罗斯，炮击在黄岩岛的中国渔船”。[126]
- 7月23日，菲律宾总统阿基诺三世在首都马尼拉发表第三次国情咨文，“菲在处理这件事情上展现了最大程度的忍耐，‘尊重菲律宾的权利’这个要求并不过分。菲律宾将会坚定不移地坚持对帕纳塔格礁（黄岩岛）的主权，而菲律宾人将团结一致，在此问题上‘用一个声音说话。”，阿基诺三世敦促中华人民共和国政府承认其帕纳塔格礁的主权。[127]
- 8月2日，菲律宾政府严重警告中华人民共和国政府“不要恶化局势”。[128]
- 9月12日，菲律宾总统阿基诺三世签署行政令，将“南中国海”正式更名为“西菲律宾海”（“西菲律宾海”包括吕宋海、中业岛所在的自由群岛周边水域及黄岩岛海域。），并且要求政府公文、科学研究、教育学校、地图出版均使用“西菲律宾海”一词，同时，将把新测绘和出版的地图交给联合国。[129] 同日，菲律宾海岸警卫队官员声称：已经做好重新派遣船只到黄岩岛的准备。[130]针对菲律宾棄用“南中国海”名称，中华民国外交部发表声明：“就历史、地理及国际法而言，南沙、西沙、中沙群岛、东沙群岛及其周遭水域，属中华民国固有领土及水域；中华民国对该四群岛及其水域享有一切应有权益。”[131]但在現實上無任何反制的作為，未對此議題有特別關注。

- 9月21日，菲律宾驻中华人民共和国大使索尼娅·布蕾迪返回到菲律宾，意外卷入菲律宾特使参议员特里兰尼斯的密使事件中。[132]
- 9月30日，菲律宾西部军区司令萨班宣布向菲律宾占领的南沙群岛岛礁增加2个营的海军陆战队员，并且将增加岛礁上的菲律宾居民数。[133]
- 10月2日，菲律宾交通部长约瑟夫·阿巴亚称铁路招标过程存在问题，要求对项目进行重新评估，打算不偿还由中国提供的5亿美元的贷款，並将把中华人民共和国贷款项目“北方铁路”提交常设仲裁法院。”[134]

- 11月25日，菲律宾国防部的记者会上称，将向南沙群岛增兵，同时会击落南沙群岛的中国无人机。[135][136]
- 11月28日，菲律宾海岸警卫队称，各项准备工作就绪，随时待命返回黄岩岛。[137]
- 11月29日，菲律宾外交部长艾伯特·德尔·罗萨里奥再度敦促“（中国船只）必须撤出黄岩岛”。[138]

### 2012年之后
2013年
- 1月21日，菲律宾外交部长承认中国已「實質上控制」黄岩岛，菲船不能进驻。[139]
- 8月31日，菲律賓國防部長加斯明（Voltaire Gazmin）在國會聽證會上表示，菲律賓空軍、海軍在黃岩島上發現混凝土砌塊，這違反了中國與東協在2002年簽訂之《南海各方行為宣言》當中的「中國在條約中保證避免佔領南海上的島嶼。」加斯明在聽證會後表示「我們已有前車之鑑，先是石塊，接下來就是打樁機，然後出現地基。如果你不持續監看，最後你就會發現一座要塞。為避免舊事重演，菲律賓必須在黃岩島上駐軍，但就目前而言，我們沒有這樣的能力。」菲律賓外交部長羅薩里奧（Albert del Rosario）亦指責中國試圖在南海行為凖則達成前拓展領土疆域。[140]
- 9月10日，菲律賓海軍考慮移除中國在島上放置的75塊混凝土砌塊。[141]

2015年
- 据路透社报道，菲律宾外交部发言人傅查理4日向中国提出强烈抗议，称「中国海警船上周四在黄岩岛海域驱赶菲律宾渔船时故意冲撞，导致3艘渔船船体损坏。」菲律賓海岸警卫队表示这是中国船只与菲律賓渔船发生的最激烈冲突。

2016年
- 1月至3月期間，中國海洋探測船隊在黃岩島水域進行勘探活動，有報導指為填海造陸做準備工作。
- 6月12日，菲律賓青年團體乘漁船從菲律賓三描禮示省出發，欲前往黃岩島水域宣示主權，但中國海警船攔截，最終登島失敗。[142]
- 7月13日，在中國拒绝参與的常设仲裁法院正式宣布南海仲裁案的裁決後，菲律賓一批漁民及記者為測試中國的反應，乘坐漁船試圖前往黃岩島宣示主權，被中國海警船攔截驅趕。

2017年
- 在2017年3月的中國第十二屆全國人民代表大會上，三沙市市長肖傑透露，正在開展黃岩島環境監測站的建設工作。菲律賓總統羅德里戈·杜特爾特表示無法阻止中國在黃岩島開展建設工程。中國外交部其後澄清否認消息。

2023年
- 9月24日，菲律賓指控中國在斯卡伯勒浅滩設置「漂浮物」，阻撓菲律賓漁船進入這個地區捕魚。中國方面表示9月22日菲律賓漁業與水產資源局的一艘公務船在未經中方允許的情況下，擅自闖入黃岩島附近海域，中國海警阻攔菲方船隻並驅離。[143]
- 9月25日，菲律宾海岸警卫队表示已移除斯卡伯勒浅滩东南方的浮动屏障。[144]
- 9月28日，中国海警局表示，拦阻设施是由中方主动回收，菲方完全是捏造事实、自导自演。[145]
- 10月10日，中国官方聲稱中国海警局驱赶了一艘進入黃岩島海域的菲律宾海军炮艇。[146]
- 10月30日，菲39号护卫舰進入黄岩岛邻近海域，遭到中国人民解放军跟踪和拦阻。[147]
- 12月9日，中国海警表示对黄岩岛邻近海域的三艘菲律宾渔业和水产资源局公务船实施管控措施。[148]菲律賓指責中国海警局的船只向菲律宾渔业和水产资源局的船只发射水炮，一艘菲律宾船只的通信和导航设备受损坏。菲律宾空军還表示中国在黃岩島入口处重新安装了一个浮动屏障，并由中国船只把守。[149]

2024年
- 2月5日，中國指菲律宾一艘海警船驶入黄岩岛邻近海域，中国海警出動驱离这艘船。[150]
- 2月11日，菲律賓海岸警卫队表示，多功能巡逻舰特瑞沙马格巴努亚号（Teresa Magbanua）2月初到斯卡伯勒浅滩展开为期九天的巡逻行动。期间中国海警船在斯卡伯勒浅滩对菲巡逻舰做出“危险”动作，还有八艘中国海警船“40多次跟踪”菲巡逻舰。[151]中国海警局新闻发言人甘羽表示，2月2日至9日，菲律宾海警9701船多次進入中国黄岩岛邻近海域。中国海警对菲船采取航路管制、外逼驱离措施。[152]2月15日，菲律賓漁業和水產資源局3005船駛入黃岩島鄰近海域。中國海警方面表示出動船隻驅離[153]。菲律宾渔业和水产资源局發言人又表示中国渔民一直在黄岩岛使用氰化物捕捞，故意破坏菲律宾渔民的传统渔场。但這一點遭到中國外交部發言人的否認。[154]2月22日至23日，中国海警聲稱驱离进入黄岩岛邻近海域的菲律宾渔船以及菲律宾渔业和水产资源局3002船。[155][156]
- 4月30日，菲律宾指责中国海岸警卫队发射高压水炮损坏了菲律宾的两艘船，而且在黃岩島入口处安装了浮动屏障。[157]中国方面表示中國海警对进入黄岩岛邻近海域的菲律宾4410海警船、3004公务船实施驱离。[158]
- 5月4日，中方披露7年前曾作出臨時特殊安排，允許菲律賓漁船到黃岩島特定海域捕魚，但菲方軍警艦機則不得進入。中方指責菲方小馬科斯政府破壞安排。[159]
- 5月13日，中国海警船在黄岩岛海域进行常态化训练。[160]5月15日，菲律宾民间活动人士乘船前往黃岩島，並向菲律宾渔民分发物资。[161]
- 8月8日，菲律宾空军1架NC-212型机來到黄岩岛空域[162]，遭到中國飛機投擲照明彈。[163]
- 10月8日，菲律宾渔业局派遣船只至黄岩岛附近，提供补给予菲律宾渔民，结果遭中国海警船喷射水柱。[164]
- 12月2日，中国常驻联合国副代表耿爽向联合国交存《中华人民共和国政府关于黄岩岛领海基线的声明》及相关声明海图。[165]
- 12月4日，中国海警局和菲律宾海岸警卫队在黃岩島水域爆發冲突，菲律宾指责中船對菲律賓船發射水炮，中国则称在菲船“危险接近”自己。[166]
- 12月20日，中国海警局新闻发言人指責菲律宾飞机於19日進入黄岩岛领空[167]。

2025年
- 6月20日，中国海警驱离抵近黄岩岛附近的菲律宾公务船。[168]
- 7月16日，中菲船隻在黃岩島海域爆發衝突。[169]
- 8月11日，菲律宾海警在黄岩岛附近护送渔民补给时，遭到中方船只发射水炮和驱逐。在追击菲律宾巡逻舰苏禄安号（英语：BRP Suluan）期间，中国海警船3104舰与中国海军052D型驱逐舰桂林号相撞，导致船只受损无法航行。中国海警局表示將菲船只驅逐出黄岩岛附近海域，但未提及碰撞事件[170][171]。菲方称事故造成至少2名中国海警死亡[172]。

## 国际反应

### 媒体
《纽约时报》认为，2012年，中国扩大海上巡逻和商品禁运手段，迫使马尼拉在菲律宾海斯卡伯勒浅滩争端中妥协，那片“历来”由菲律宾控制的海域“突然”产生争议之时，菲律宾坚持要保护其控制权。中国海军在短暂地撤回舰艇后又冲回去控制了争议水域，不仅把菲律宾实力薄弱的海军封锁在外，还把家中世代在此谋生的当地渔民封锁在外。菲律宾政府已将该问题提交给常设仲裁法院，不过中国无意接受常设仲裁法院的仲裁，而且中国政府认为此次事件是一次胜利。
英國《金融時報》題為“菲律賓尋求美國幫助對抗中國”的文章轉述在中國工作20多年的菲律賓記者羅馬納說，菲律賓人覺得中國是惡霸，中國人覺得菲律賓是麻煩製造者。中國2012年占領黃岩島，且美國沒有派兵干預，令菲律賓人非常失望。
《華爾街日报》專欄作家 Philip Bowring 題為“中國發明的歷史”的文章指出，黃岩島離菲律賓最大島嶼呂宋島只有130海里，離中國大陸有350海里，離台灣也有300海里，主權爭議應該考慮地理因素。而中國修改歷史以支持擴張主權。中國用1279年元朝船隻到過黃岩島作為“我們先到”的說法是無稽之談；南海海運歷史上是被印尼、馬來西亞、菲律賓人的祖先主宰，中國人後到。中國用1898年《美西巴黎条约》來支持中國主权則是雙重標準；中共一方面否定如麥克馬洪線等不平等條約的效力，一方面要菲律賓承認它沒有簽署的《美西巴黎条约》有效。
英國《BBC》題為“中美南海争端较力中的黄岩岛‘红线’”的评论讨论了美国的担心和对“九段线”的不安。但是中国领导人没人愿意冒失去民众支持的风险而背负出让领土主权的罪名。

### 学者
美国克萊蒙特·麥肯納學院政治学教授裴敏欣在BBC上发表《点评中国：中菲的黄岩岛对峙》阐述了其观点：联合国海洋公约有关海岛主权的规定不能为这一问题提供一个简单的答案。中国在民国时代（1935年）就把该岛划入中沙群岛，并宣称拥有该岛的主权。菲律宾一直到1997年才正式宣称对该岛的主权。从法律角度来看，宣称主权并不等于真正拥有主权。在南海这种远离大陆架的特殊区域，拥有实际控制权是关键。由于该岛没有淡水，中国虽然宣称拥有主权，但是无法派人长期驻岛。中国在岛上建立的显示主权的石碑（据说已被菲方炸掉）并不能满足国际法所规定的实际控制的要求。
東南亞問題專家 Carlyle A. Thayer 教授在接受《洛杉磯時報》訪問時表示，問題一部份來自中國歷史悠久，記錄詳細，而菲律賓人與馬來人沒有；但是中國有紀錄並不能否定土著的權利。

## 註
1. ↑  有中國學者認為「南海」測量點是指西沙群島而非黃岩島。[16][17]